# ペンシルビル

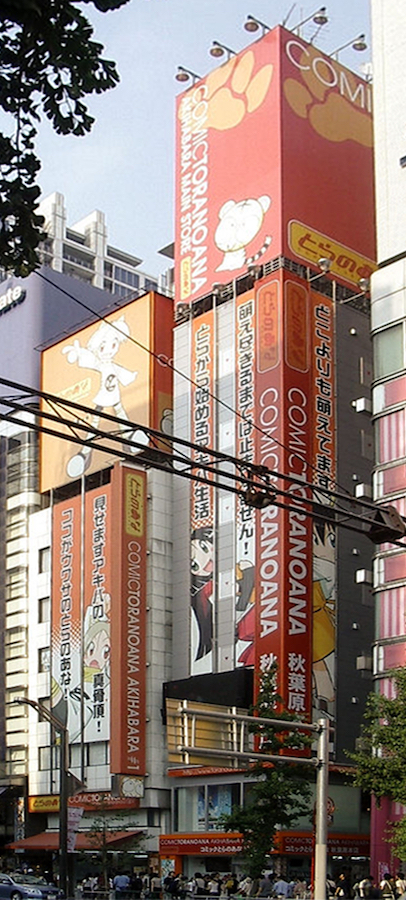
東京・秋葉原地域のペンシルビル

ペンシルビルとは、狭い土地の上に立てられた中層建築物の通称である。奥が深く、縦に細長い形を鉛筆に例えたもの。

## 概要
多くのペンシルビルに見られる形態として、狭い間口、ロビーなどが存在しない1階部分、容積率や建蔽率一杯にフロアを設けた建て方などの特徴がある。日本の大都市に多く見られる建築物で、土地の狭さを補うための手法であるが、より大きな敷地に建設されるビルに比べ土地の効率的利用で劣り、避難路が狭いなどの問題がある。バブル時代には税金対策として流行した。
土地が狭い香港や日本独特のスタイルで、中でも香港は20階建てのペンシルビルが存在する。